# 3264 Bounty
3264 Bounty је астероид главног астероидног појаса. Приближан пречник астероида је 20,88 ,
а средња удаљеност астероида од Сунца износи 3,177 астрономских јединица (АЈ).
Инклинација (нагиб) орбите у односу на раван еклиптике је 0,959 степени, а орбитални период износи 2069,048 дана (5,664 година). Ексцентрицитет орбите астероида износи 0,127.
Апсолутна магнитуда астероида износи 12,20 а геометријски албедо 0,053.
Астероид је откривен 7. јануара 1934. године.